# Supercup (Handballturnier) 2011
Der Supercup 2011 war die 17. Austragung des Supercups im Handball der Männer. Das Turnier mit vier teilnehmenden Nationalmannschaften fand vom 3. November bis 6. November 2011 in Deutschland statt. Die Spiele wurden in der Max-Schmeling-Halle in Berlin, im Gerry-Weber-Stadion in Halle (Westf.) und in der TUI-Arena in Hannover ausgetragen. Sieger wurde zum dritten Mal nach 1991 und 2003 Spanien.

## Turnier
| Pl. | Land        | Sp. | S | U | N | Tore    | Diff. | Punkte |
| --- | ----------- | --- | - | - | - | ------- | ----- | ------ |
| 1.  | Spanien     | 3   | 3 | 0 | 0 | 081:720 | +9    | 6      |
| 2.  | Schweden    | 3   | 2 | 0 | 1 | 074:700 | +4    | 4      |
| 3.  | Dänemark    | 3   | 1 | 0 | 2 | 078:810 | −3    | 2      |
| 4.  | Deutschland | 3   | 0 | 0 | 3 | 071:810 | −10   | 0      |

| 3. November 2011 | Dänemark                                        | 29:26   | Deutschland                       | Max-Schmeling-Halle, Berlin Zuschauer: 4.428 Schiedsrichter: Václav Horáček, Jiří Novotný |
| 3. November 2011 | meiste Tore: Hansen, Markussen, Lindberg (je 5) | (13:14) | meiste Tore: Patrick Groetzki (6) | Max-Schmeling-Halle, Berlin Zuschauer: 4.428 Schiedsrichter: Václav Horáček, Jiří Novotný |
| 3. November 2011 | Spielbericht                                    |         |                                   | Max-Schmeling-Halle, Berlin Zuschauer: 4.428 Schiedsrichter: Václav Horáček, Jiří Novotný |

| 3. November 2011 | Spanien                        | 25:23   | Schweden                          | Max-Schmeling-Halle, Berlin Zuschauer: 4.428 Schiedsrichter: Holger Fleisch, Jürgen Rieber |
| 3. November 2011 | meiste Tore: Jorge Maqueda (5) | (14:10) | meiste Tore: Fredrik Petersen (6) | Max-Schmeling-Halle, Berlin Zuschauer: 4.428 Schiedsrichter: Holger Fleisch, Jürgen Rieber |
| 3. November 2011 | Spielbericht                   |         |                                   | Max-Schmeling-Halle, Berlin Zuschauer: 4.428 Schiedsrichter: Holger Fleisch, Jürgen Rieber |

| 5. November 2011 | Schweden                       | 25:22  | Deutschland                     | TUI Arena, Hannover Zuschauer: 7.176 Schiedsrichter: Hlynur Leifsson, Anton Pálsson |
| 5. November 2011 | meiste Tore: Jonas Larholm (7) | (8:10) | meiste Tore: Uwe Gensheimer (5) | TUI Arena, Hannover Zuschauer: 7.176 Schiedsrichter: Hlynur Leifsson, Anton Pálsson |
| 5. November 2011 | Spielbericht                   |        |                                 | TUI Arena, Hannover Zuschauer: 7.176 Schiedsrichter: Hlynur Leifsson, Anton Pálsson |

| 5. November 2011 | Spanien                           | 29:26   | Dänemark                       | TUI Arena, Hannover Zuschauer: 7.176 Schiedsrichter: Lars Geipel, Marcus Helbig |
| 5. November 2011 | meiste Tore: Daniel Sarmiento (6) | (14:13) | meiste Tore: Hans Lindberg (9) | TUI Arena, Hannover Zuschauer: 7.176 Schiedsrichter: Lars Geipel, Marcus Helbig |
| 5. November 2011 | Spielbericht                      |         |                                | TUI Arena, Hannover Zuschauer: 7.176 Schiedsrichter: Lars Geipel, Marcus Helbig |

| 6. November 2011 | Spanien                          | 27:23  | Deutschland                      | Gerry-Weber-Stadion, Halle (Westf.) Zuschauer: 7.100 Schiedsrichter: Hlynur Leifsson, Anton Pálsson |
| 6. November 2011 | meiste Tore: fünf Spieler (je 3) | (11:9) | meiste Tore: Markus Richwien (6) | Gerry-Weber-Stadion, Halle (Westf.) Zuschauer: 7.100 Schiedsrichter: Hlynur Leifsson, Anton Pálsson |
| 6. November 2011 | Spielbericht                     |        |                                  | Gerry-Weber-Stadion, Halle (Westf.) Zuschauer: 7.100 Schiedsrichter: Hlynur Leifsson, Anton Pálsson |

| 6. November 2011 | Dänemark                                  | 23:21   | Schweden                          | Gerry-Weber-Stadion, Halle (Westf.) Zuschauer: 7.100 |
| 6. November 2011 | meiste Tore: Thomas Mogensen (6)          | (10:13) | meiste Tore: Fredrik Petersen (6) | Gerry-Weber-Stadion, Halle (Westf.) Zuschauer: 7.100 |
| 6. November 2011 | Torschützen Schweden Torschützen Dänemark |         |                                   | Gerry-Weber-Stadion, Halle (Westf.) Zuschauer: 7.100 |

## Abschlussplatzierungen
| Platz | Nation      | Spieler | Trainer                      |
| ----- | ----------- | --- | ---------------------------- |
| 1.    | Spanien     | Arpad Šterbik, José Manuel Sierra, Albert Rocas, Jorge Maqueda, Raúl Entrerríos, Mikel Aguirrezabalaga, Daniel Sarmiento, Julen Aguinagalde, Roberto García Parrondo, Cristian Ugalde, Iker Romero, Joan Cañellas, Ángel Montoro, Viran Morros, Valero Rivera Folch, Gedeón Guardiola                                                                                          | Valero Rivera López          |
| 2.    | Schweden    | Mattias Andersson, Johan Sjöstrand, Andreas Palicka, Robin Andersson, Magnus Jernemyr, Lukas Karlsson, Niclas Ekberg, Jonathan Stenbäcken, Jonas Larholm, Tobias Karlsson, Patrik Fahlgren, Fredrik Petersen, Kristian Svensson, Niclas Barud, Mattias Zachrisson, Andreas Nilsson, Jesper Nielsen                                                                             | Ola Lindgren, Staffan Olsson |
| 3.    | Dänemark    | Niklas Landin Jacobsen, Jannick Green Krejberg, Sørenn Rasmussen, Thomas Mogensen, Mads Christiansen, Andreas Toudahl, Anders Oechsler, Rasmus Lauge Schmidt, Nikolaj Markussen, Michael V. Knudsen, Jesper Nøddesbo, Lasse Svan Hansen, Hans Lindberg, Kasper Søndergaard, Mikkel Hansen, Kasper Nielsen, Jakob Green Jensen, Kasper Irming Andersen, Henrik Møllgaard Jensen | Ulrik Wilbek                 |
| 4.    | Deutschland | Silvio Heinevetter, Carsten Lichtlein, Martin Ziemer, Pascal Hens, Uwe Gensheimer, Oliver Roggisch, Dominik Klein, Adrian Pfahl, Patrick Wiencek, Christoph Theuerkauf, Jacob Heinl, Holger Glandorf, Sven-Sören Christophersen, Michael Müller, Martin Strobel, Lars Kaufmann, Markus Richwien, Michael Haaß, Michael Spatz, Patrick Groetzki                                 | Martin Heuberger             |